# Kolonia Lesznowola
Kolonia Lesznowola – wieś w Polsce położona w województwie mazowieckim, w powiecie piaseczyńskim, w gminie Lesznowola. 
Wieś wchodzi w skład sołectwa Lesznowola.
W latach 1975–1998 miejscowość administracyjnie należała do województwa warszawskiego.